# ジェイアールバス東北十和田南営業所

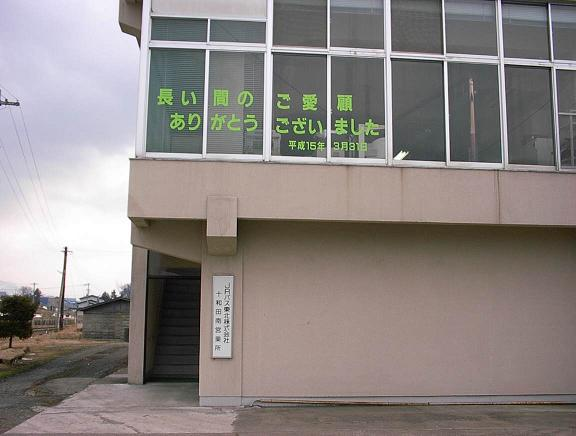
営業所建物（2003年3月）

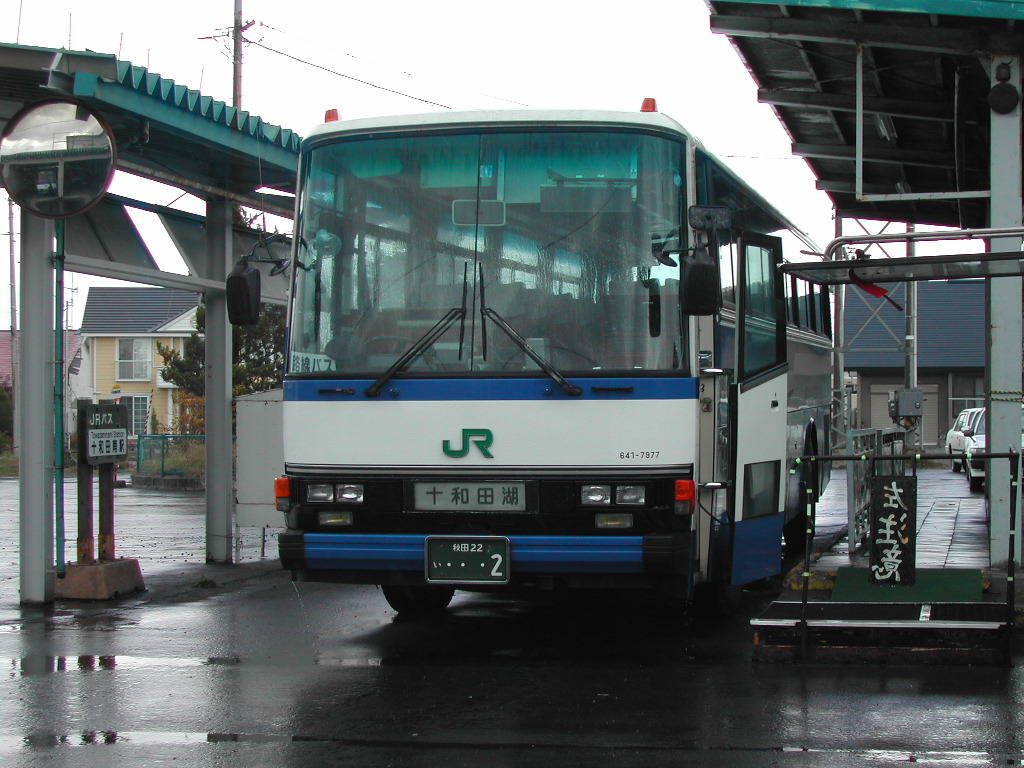
十和田南線 十和田南駅前にて（2002年11月）

ジェイアールバス東北十和田南営業所（ジェイアールバスとうほくとわだみなみえいぎょうしょ）は秋田県鹿角市十和田南駅前にあったジェイアールバス東北の営業所である。2003年3月31日をもって廃止された。
十和田観光の輸送拠点として、十和田南線の運行開始と共に設置された。最盛期には大館方面、寺坂線などの路線を有していたが、花輪線を利用した十和田観光の減少で、末期は十和田南駅 - 大湯温泉のローカル輸送が主だった。東北新幹線開業に伴いとわだこ号に参入、民営化以後に他の高速バスにも参入して一時は収支が好転したが、末期は利用者が減少していた。

## 沿革
- 1935年（昭和10年）8月1日 - 仙台鉄道局青森自動車所毛馬内支所として開業。十和田南線和井内 - 毛馬内間開業。
- 1936年（昭和11年）9月1日 - 仙台鉄道局青森自動車区毛馬内支区となる。
- 1939年（昭和14年）9月15日 - 鉛山線和井内 - 十和田ホテル間開業。
- 1943年（昭和18年）9月1日 - 十和田南線を仙台鉄道局から移管し、新潟鉄道局毛馬内自動車区となる。
- 1947年（昭和22年）12月20日 - 新潟鉄道局阿仁合自動車区開業。
- 1950年（昭和25年）4月1日 - 国鉄自動車局信越地方自動車事務局毛馬内自動車営業所となる。
- 1952年（昭和27年）
  - 4月1日 - 阿仁合自動車営業所が毛馬内自動車営業所阿仁合支所となる。
  - 7月25日 - 寺坂線大湯温泉 - 寺坂 - 陸中花輪間開業。
- 1953年（昭和28年）
  - 8月15日 - 鉛山線十和田ホテル - 銀山間開業。
  - 10月1日 - 阿仁合支所廃止。
- 1955年（昭和30年）11月15日 - 十和田東線（のち田子線）中滝 - 田子間開業。
- 1957年（昭和32年）6月1日 - 十和田南自動車営業所となる。
- 1961年（昭和36年）12月15日 - 十和田南線十和田南駅 - 大館駅間開業。秋北バスと相互乗り入れ。
- 1963年（昭和38年）
  - 5月20日 - 鉛山線銀山 - 滝ノ沢間開業。
  - 12月15日 - 十和田南線川原の湯 - 大湯スキー場間開業。
- 1966年（昭和41年）
  - 5月26日 - 一般区域貨物自動車運送事業廃止。
  - 6月5日 - 十和田南線十和田南 - 大湯温泉間ワンマン運行開始。
- 1967年（昭和42年）2月29日 - 十和田南線大湯温泉スキー場 - 四ノ岱間開業。
- 1968年（昭和43年）
  - 2月1日 - 信越地方自動車部十和田南自動車営業所となる。
  - 12月1日 - 十和田南線十和田南 - 休屋間通年運行開始。
- 1972年（昭和47年）8月1日 - 鹿角線の一般路線貨物自動車運送事業廃止。
- 1973年（昭和48年）
  - 5月1日 - 鉛山線滝ノ沢 - 滝ノ沢展望台間開業。
  - 8月1日 - 十和田南線大館栄町 - 秋北バスターミナル - 大館放送局間開業。
  - 10月1日 - 寺坂線花輪中学校 - 陸中花輪間開業。
- 1976年（昭和51年）5月15日 - 寺坂線ワンマン運行開始。管内の全路線でワンマン運行となる。
- 1982年（昭和57年）6月23日 - 「とわだこ号」盛岡駅 - 十和田湖間開業。
- 1983年（昭和58年）4月1日 - 十和田南線の一般路線貨物自動車運送事業廃止。
- 1985年（昭和60年）
  - 3月14日 - 「ヨーデル号」盛岡駅 - 弘前バスターミナル間開業。
  - 4月1日 - 信越地方自動車部廃止に伴い、東北地方自動車部へ移管。
- 1987年（昭和62年）4月1日 - 東日本旅客鉄道東北自動車部（JR東日本バス）十和田南自動車営業所となる。
- 1988年（昭和63年）4月1日 - ジェイアールバス東北株式会社十和田南営業所となる。
- 1990年（平成2年）8月1日 - 鉛山線営業休止。田子線廃止。
- 1991年（平成3年）7月31日 - 鉛山線廃止。
- 1992年（平成4年）11月11日 - 十和田北線十和田湖 - 蔦温泉間の冬季運行開始。
- 1993年（平成5年）11月11日 - 十和田北線十和田湖 - 谷地温泉間の冬季運行開始。
- 1995年（平成7年）9月19日 - 陸中花輪駅に旅プラザを開設。
- 1997年（平成9年）12月15日 - 寺坂線廃止。
- 1999年（平成11年）7月25日 - 「仙台・大館号」仙台駅 - 大館駅間運行開始。
- 2002年（平成14年）12月1日 - 十和田東線八戸駅 - 焼山間運行開始、担当営業所となる。
- 2003年（平成15年）3月31日 - 十和田南線廃止[1]、十和田南営業所閉所[1]。十和田東線と「とわだこ号」を青森支店、「ヨーデル号」と「仙台・大館号」を盛岡支店に移管。

## 末期の担当路線
- 十和田南線
- 十和田東線
- ヨーデル号
- 仙台・大館号
- とわだこ号
- あすなろ号（花輪 - 盛岡間）
- ブルーシティ号（花輪 - 青森間）

## 車両

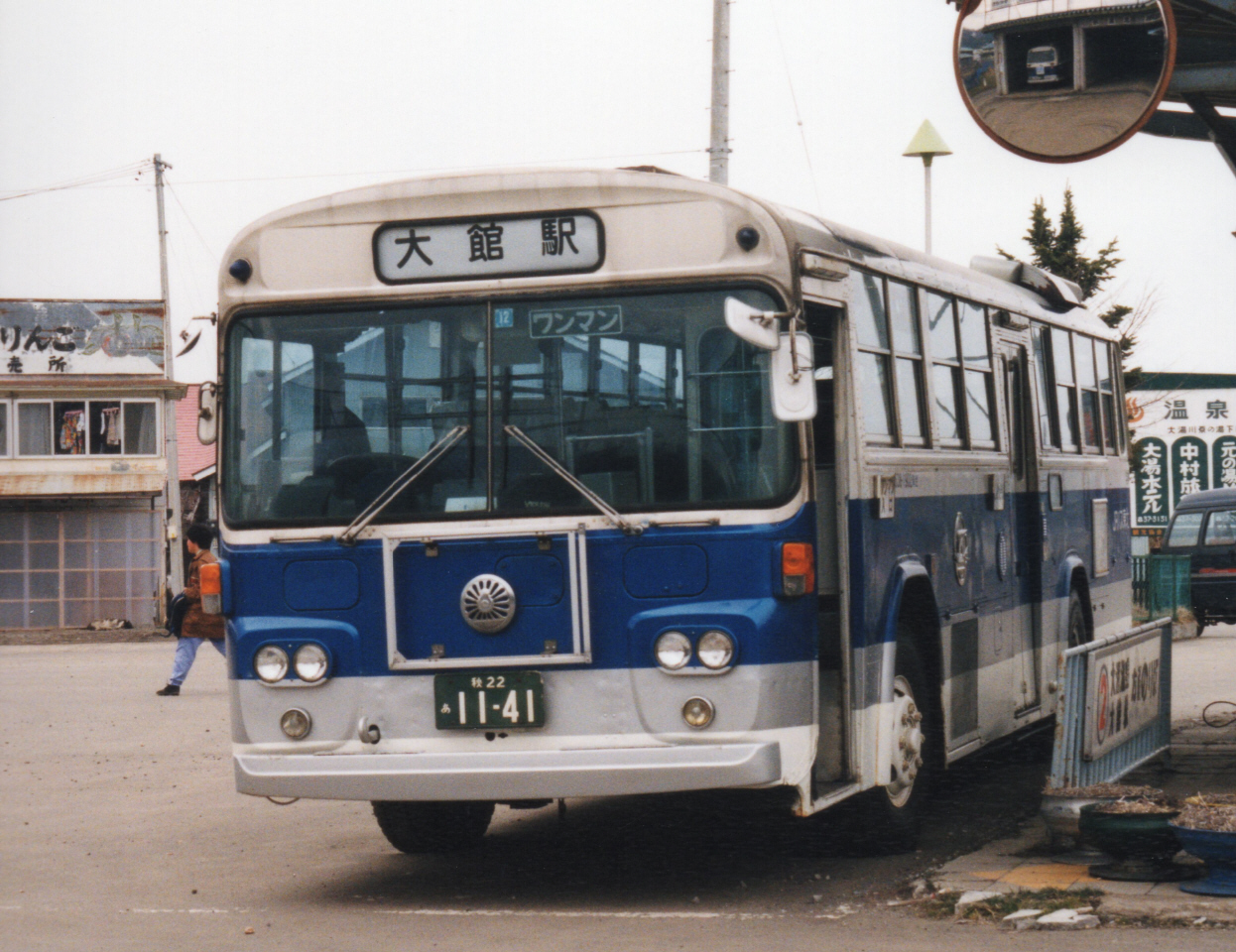
当所に配属された日産ディーゼル製路線車両 538-1902

- 国鉄時代には、十和田北線を担当する青森自動車営業所（当時）と同様、新車を繁忙期に当営業所に配置し、その後全国に転配する十和田方式が導入されていた（民営化とともに中止）。
- 当所と象潟営業所は信越地方自動車部管轄（1985年3月末まで）であったため、他の東北地区の営業所にはないUDトラックス（旧:日産ディーゼル）車が多く配置されていた。